# Liste de racines grecques (lettre E)
Pour un article plus général, voir Racine grecque.
| Racine                                                                     | Origine grecque | Sens | Exemples de mots comportant la racine |
| -------------------------------------------------------------------------- | --- | --- | --- |
| -èbe                                                                       | ἥβη (hếbê) | Jeunesse, adolescence, signes de puberté | voir hébé- |
| ébén-, ébèn- ; ébon-                                                       | ἔβενος (ébenos) | Ébénier | Ébène, Ébénier, Ébéniste ; Ébonite |
| ébon-                                                                      | ἔβενος (ébenos) | Ébénier | voir ébén- |
| -ec-1, ecc- ; ek- ; ex-                                                    | ἐκ,(ek) | Venant de, sortant de, depuis, hors de, en dehors (de) (préposition et adverbe) | Ecchymose, Eclampsie, Éclectique, Éclectisme, Éclipse, Ecphantos, Ecphrase, Ecthyma, Ectasie, -ectomie, Ectopie, Ectopogone, Ectrodactylie, Ectromèle, Ectropion, Ecténie, Ecthèse, Ecthlipsis, Ecthyma, Ectillotique, Ectinite, ectrotique, Ectylotique, Ectype, Eczéma, Anecdote, Angiectasie, Diectasique, Synecdote, Synecdoque, Télangiectasie ; Ekphrasis ; Exanthème, Exégèse, Exérèse, Exhémie, Exhyménine, Exitèle, Exode, Exomphale, Exophtalmie, Exosmose, Exostose, Exotérisme, Exsarcome, Exstrophie, Extase |
| ec-2                                                                       | ἐν(en) ; ἔνδον (éndon) | dans, dedans, en ; en dedans, à l'intérieur de | voir -en- |
| ecc-                                                                       | ἐκ,(ek) | Venant de, sortant de, depuis, hors de, en dehors (de) (préposition et adverbe) | voir -ec-1 |
| ecclésia-                                                                  | ἐκκλησία (ekklêsía ) | Assemblée (par convocation), lieu de réunion | Ecclésial, Ecclésiaste, Ecclésiastique |
| -èce                                                                       | οἰκέω (oikéô) → οἶκος (oĩkos) | Habiter, occuper, résider → maison, habitation, chez soi | voir éco- |
| -éch-                                                                      | ἠχέω (êkhéô) → ἠχώ (êkhố) ; κατηχέω (katêkhéô) | Faire retentir, faire résonner → son, bruit, bruit répercuté, écho, rumeur ; faire retentir aux oreilles, instruire de vive voix, catéchiser | voir écho- |
| echid- ; -enchus                                                           | ἔχις(ékhis) ; ἔχιδνα(ékhidna) ; ἔγχελυς(égkhelus) | Vipère mâle ; vipère ; anguille | Échide, Echidna, Échidné, Proéchidné ; Tylenchus |
| echin-, échino-                                                            | ἐχῖνος(ekhĩnos) | Hérisson, oursin, vertèbre, coque | Echinaster, Échine, Échinocactus, Echinocardium, Échinocarpe, Échinocéréus, Échinococcose, Échinocoque, Échinocorys, Echinocyamus, Echinocystis, Échinoderme, Échinoïde, Échinomyie, Échinophore, Echinops, Echinopsis, Échinorrhynque, Echinosphaera, Échinostome, Echinostrobus, Echinus |
| écho- ; -éch-, catéch-                                                     | ἠχέω (êkhéô) → ἠχώ (êkhố) ; κατηχέω (katêkhéô) | Faire retentir, faire résonner → son, bruit, bruit répercuté, écho, rumeur ; faire retentir aux oreilles, instruire de vive voix, catéchiser | Écho, Échographie, Écholalie, Écholocation, Échosondage, Échotier ; Catéchèse, Catéchisme, Catéchumène, Paréchèse |
| -écie                                                                      | οἰκέω (oikéô) → οἶκος (oĩkos) | Habiter, occuper, résider → maison, habitation, chez soi | voir éco- |
| éclip-                                                                     | ἐκλείπω (ékleipô) | Abandonner, quitter, manquer, disparaître | Éclipse, Écliptique |
| éco- ; -èce, -écie, -oécie, -œcie, œcu- ; -èque ; -oïque1 ; -oisse ; -ocè- | οἰκέω (oikéô) → οἶκος (oĩkos) | Habiter, occuper, résider → maison, habitation, chez soi | Écologie, Écomusée, Économie, Écosystème, Écotoxique, Écotype ; Œcie, Œcuménique, Œcuménisme, Œcus, Autozoécie, Coenozoécie, Diécie, Dioécie, Diœcie, Androdioécie, Euryèce, Gynodioécie, Gonozoécie, Hétérozoécie, Mésoèce, Monoécie, Monœcie, Sténoèce, Zoécie ; Métèque, Périèques ; Androdioïque, Autoïque, Dioïque, Gynodioïque, Monoïque, Trioïque ; Paroisse ; Diocèse, Diocète |
| écol-                                                                      | σχολή(scholế) ; σχόλιον(schólion) | Repos, temps libre, philosophie, méditation, école ; commentaire, scholie | voir schol- |
| ecstas-                                                                    | ἔκστασις (ékstasis) | Déplacement, déviation, égarement de l'esprit | voir exta- |
| ect-                                                                       | ἑκτός (ektós) (adverbe) | Au dehors (de), à l'extérieur | voir ecto- |
| -ectasie                                                                   | ἔκτασις (éktasis) | Allongement, extension, dilatation | Angiectasie, Atélectasie, Bronchectasie, Cardiectasie, Entérectasie, Phlébectasie, Télangiectasie |
| ecto-, ect-                                                                | ἑκτός (ektós) (adverbe) | Au dehors (de), à l'extérieur | Ectoderme, Ectendomycorhize, Ectophléode, Ectoplasme, Ectoprocte, Ectotherme, Ectozoaire |
| -ectomie                                                                   | τέμνω (témnô) → τομή (tomế) ; ἔντομος (éntomos) → ἔντομα (éntoma) ; τμῆσις (tmếsis) ; ἐκτομή (ektomế)                                                                    | Couper → coupure ; découpé, segmenté → insectes ; coupure, section, tmèse ; ablation, amputation | voir -tom- |
| écureuil                                                                   | σκιά (skiá) | Ombre | voir scia- |
| édapho-, edapho-                                                           | ἔδαφος (édaphos) | Sol | Edaphobacillus, Edaphobacter, Edaphobaculum, Edaphoceras, Édaphoclimatique, Edaphodon, Édaphologie, Édaphologique, Édaphologue, Édaphon, Édaphophyte, Edaphosauridae, Edaphosaurus |
| -édie                                                                      | ᾠδή (ôidế) | Chant | voir od1- |
| -èdre                                                                      | ἕδρα (hédra) | Banc, base, siège, résidence | voir -hèdr- |
| -édrie                                                                     | ἕδρα (hédra) | Banc, base, siège, résidence | voir -hèdr- |
| -édrique                                                                   | ἕδρα (hédra) | Banc, base, siège, résidence | voir -hèdr- |
| ég-1                                                                       | αἴξ, -ἰγός (aíx, -igós) | Chèvre | voir æga- |
| -ég-2                                                                      | ἡγέομαι(hêgéomaï) | Guider, marcher devant | voir hégé- |
| -ège1                                                                      | ἄγω (ágô) → ἀγωγός (agôgós) ; ἀγών (agốn) ; ἀγωνία (agônía) | Pousser, mener, conduire, entraîner → qui conduit ; assemblée, réunion ; lutte, combat | voir -ago- |
| -ège2                                                                      | ἡγέομαι(hêgéomaï) | Guider, marcher devant, commander, diriger | voir hégé- |
| -égèse                                                                     | ἡγέομαι(hêgéomaï) | Guider, marcher devant, commander, diriger | voir hégé- |
| -égét-, -égète                                                             | ἡγέομαι(hêgéomaï) | Guider, marcher devant, commander, diriger | voir hégé- |
| égo-1                                                                      | ἐγώ (egố) | moi, je (sujet) | Égo, Égocentrisme, Égoïste, Égomorphisme, Égoportrait, Égotisme |
| égo-2                                                                      | αἴξ, -ιγός (aíx, -igós) | Chèvre | voir æga- |
| -égor-                                                                     | ἀγορά (agorá) | Place publique, marché, assemblée | voir -agora- |
| -égori-                                                                    | ἀγορά (agorá) | Place publique, marché, assemblée | voir -agora- |
| -égyrique                                                                  | ἀγορά (agorá) | Place publique, marché, assemblée | voir -agora- |
| -éid- ; idé-1 ; idéo- ; -idion1 ; ido- ; idyll- ; -oïd-2, -oïdal           | εἴδω(eídô) → εἶδος (ei̇̃dos) ; -εἰδης(-eídês) ; εἴδωλον (eídôlon) ; ἰδέα (idéa)                                                                                            | Voir → forme, aspect, apparence ; qui ressemble à... (utilisé comme suffixe) ; image, simulacre, fantôme ; idée, concept | Trachéide, Éidétique, Paréidolie, Eidophore, Kaléidoscope ; Idéal, Idéation, Idée, Idéel ; Idéocratie, Idéodynamisme, Idéogramme, Idéographie, Idéologie, Idéomoteur, Idéophone, Idéoplastie, Idéorrhée, Idéotype ; Trombidion ; Idocrase, Idolâtrie, Idole ; Idylle, Idyllique ; Adénoïde, Alcaloïde, Amyloïde, Androïde, Anéroïde, Anthropoïde, Astéroïde, Cardioïde, Caroténoïde, Chéloïde, Choroïde, Clinoïde, Colloïde, Colloïdal, Conchoïde, Conchoïdal, Corticoïde, Cycloïde, Deltoïde, Diploïde, Ellipsoïde, Ellipsoïdal, Géoïde, Haploïde, Hélicoïdal, Humanoïde, Lymphoïde, Mastoïde, Métalloïde, Omoïde, Ovoïdal, Parathyroïde, Parotoïde, Patatoïde, Ovoïde, Phalloïde, Polyploïde, Rhomboïdal, Scaphoïde, Sigmoïde, Sinusoïde, Sinusoïdal, Sphéroïde, Solénoïde, Stéroïde, Strophoïde, Tabloïde, Téraploïde, Trapézoïdal, Trochoïde, Typhoïde, Xiphoïde |
| -eis- ; is-                                                                | εις (eis) (préposition et adverbe) | Dans (avec idée de mouvement), Vers | Eisphora, Proeisphora ; Isagogique |
| ek-                                                                        | ἐκ,(ek) | Venant de, sortant de, depuis, hors de, en dehors (de) (préposition et adverbe) | voir -ec-1 |
| el-, el(l)-                                                                | ἐν(en) ; ἔνδον (éndon) ; ἐντός (entós) | dans, dedans, en ; en dedans, à l'intérieur de ; dans, dedans | voir -en- |
| élae-, elae-                                                               | ἐλαία (elaía) ; ἔλαιον (élaion) | Olivier, olive ; huile (d'olive) | voir élaïo- |
| élaïo-, élae-, elae-, élé-, éléo- ; -ole, olé-, oléo-, -oleum ; -oline     | ἐλαία (elaía) ; ἔλαιον (élaion) | Olivier, olive ; huile (d'olive) | Elaeagnus, Élaeis, Élæolithe, Élaïomètre, Éléidine, Éléomètre ; Oleacée, Oléagineux, Oléandre, Oléandrine, Oléastre, Oléate, Oléfiant, Oléfine, Oléiculture, Oléine, Oléique, Oléobromie, Oléocalcaire, Oléoduc, Oléomètre, Oléophile, Oléopneumatique, Oléothorax, Oléum, Gazole, Pétrole, Linoleum ; Gazoline, Lanoline |
| -elaph-, élaph-                                                            | ἔλαφος (élaphos) | Cerf | Élaphe, Élaphébolion, Élaphien, Élaphographe, Élaphornithe, Elaphus, Boselaphus, Tragelaphus |
| -élast-                                                                    | ἔλασις (élasis) | Action de pousser devant soi | Élastance, Élastase, Élasthanne, Élasticité, Élastine, Élastique, Élastoblaste, Élastomère, Photoélasticité, Thermoélasticité, Viscoélasticité, Thrombélastographie |
| élé-                                                                       | ἐλαία (elaía) ; ἔλαιον (élaion) | Olivier, olive ; huile (d'olive) | voir élaïo- |
| -électr-                                                                   | ἠλέκτωρ (êléktôr) ; ἤλεκτρον (ếlektron) | Brillant ; ambre, électricité | Électre, Électricité, Électrique, Électroacousticien, Électroaffinité, Électroaimant, Électroanalyse, Électroanesthésie, Électrocapillarité, Électrocardiogramme, Électrocautérisation, Électrochimie, Électrochirurgie, Électrochoc, Électrochromisme, Électrocinèse, Électrocoagulation, Électrocochléogramme, Électrocopie, Électrocution, Électrocyte, Électrodermogramme, Électrodynamique, Électroencéphalographie, Électro-érosion, Électroformage, Électroluminescence, Électrolyse, Électrolyte, Électromagnétisme, Électromécanique, Électroménager, Électromètre, Électromotrice, Électron, Électronique, Électronucléaire, Électron-volt, Électrophile, Électrophone, Électrophore, Électrophorèse, Électropuncture, Électropyrexie, Électrorécepteur, Électroscope, Électro-sensibilité, Électrosoudure, Électrotechnique, Électrovanne, Électrum, Bioélectromagnétisme, Diélectrique, Ferroélectricité, Hydroélectricité, Isoélectrique, Myoélectricité, Nucléo-électrique, Photoélectricité, Piézoélectricité, Pyroélectricité, Radioélectricité, Thermoélectricité, Triboélectricité |
| élég-                                                                      | ἐλεγεία (elegeía) | Chant élégiaque, élégie | Élégiaque, Élégie |
| éléo-                                                                      | ἐλαία (elaía) ; ἔλαιον (élaion) | Olivier, olive ; huile (d'olive) | voir élaïo- |
| éléph-                                                                     | ἐλέφας (eléphas) ; ἐλεφάντινος (élephántinos) | Éléphant, ivoire ; d'ivoire | Éléphant, Éléphantiasis, Éléphantine, Chryséléphantin, Hippocampéléphantocamélos, Phytéléphas |
| -éli-                                                                      | ἥλιος (hêlios) | Soleil | voir -hélio- |
| ell-, el(l)-                                                               | ἐν(en) ; ἔνδον (éndon) ; ἐντός (entós) | dans, dedans, en ; en dedans, à l'intérieur de ; dans, dedans | voir -en- |
| ellébor-                                                                   | ἑλλέβορος (helléboros) | Ellébore | voir hellébor- |
| éluro-                                                                     | αἴλουρος (aílouros) | Chat | voir ailuro- |
| élys-                                                                      | Ἠλύσιον πεδίον (Êlúsion pedíon) ; Ήλσνίος (Êlsníos) | Champs-Élysées ; Élysée (île au-delà des colonnes d'Hercule) | Élysée1, Élysée2, Élyséen, Champs-Élysées |
| -élyt-                                                                     | ἐλήλυθα (elếlutha) | aller | Prosélyte, Prosélytisme |
| -élytr(e)-                                                                 | ἔλυτρον (élutron) | Enveloppe, étui, fourreau | Élytre, Élytrite, Brachélytre, Diélytre, Hémiélytre |
| em-                                                                        | ἐν(en) ; ἔνδον (éndon) ; ἐντός (entós) | dans, dedans, en ; en dedans, à l'intérieur de ; dans, dedans | voir -en- |
| emb-, em(b)-                                                               | ἐν(en) ; ἔνδον (éndon) ; ἐντός (entós) | dans, dedans, en ; en dedans, à l'intérieur de ; dans, dedans | voir -en- |
| -embry(o)-                                                                 | ἔμβρυον (émbruon) | Fœtus | Embryocardie, Embryogenèse, Embryographie, Embryologie, Embryon, Embryonie, Embryopathie, Embryoscopie, Embryotomie, Dysembryome, Dysembryoplasie, Polyembryonie |
| -émér-, -émère                                                             | ἥμερα (hếmera) | Jour | voir -hémér- |
| émerald-                                                                   | σμάραγδος (smáragdos) | Émeraude | voir smaragd- |
| émeraud-                                                                   | σμάραγδος (smáragdos) | Émeraude | voir smaragd- |
| -émét-                                                                     | ἐμέω (eméô) → ἐμετικός (emetikós) | Vomir → qui fait vomir | Éméticité, Émétine, Émétique, Émétiser, émétogène, émétophobie, Antiémétique |
| -émie                                                                      | αἷμα, -ατος (haĩma, -atos) | Sang | voir hémo- |
| emm-, em(m)-                                                               | ἐν(en) ; ἔνδον (éndon) ; ἐντός (entós) | dans, dedans, en ; en dedans, à l'intérieur de ; dans, dedans | voir -en- |
| emp-, em(p)-                                                               | ἐν(en) ; ἔνδον (éndon) ; ἐντός (entós) | dans, dedans, en ; en dedans, à l'intérieur de ; dans, dedans | voir -en- |
| -empir-                                                                    | πεῖρα (peĩra) ; ἐμπειρία (empeiría) | Épreuve, tentative, essai ; expérience | Empiricité, Empiriocriticisme, Empiriomonisme, Empirique, Empirisme, Métempirique |
| -en- ; end-, endo- ; ento- ; el(l)- ; em(b)-, em(m)-, em(p)-               | ἐν(en) ; ἔνδον (éndon) ; ἐντός (entós) | dans, dedans, en ; en dedans, à l'intérieur de ; dans, dedans | Énallage, Encéphale, Enchytrée, Énergie, Enképhalinase, Enrhumé, Enthalpie, Enthousiasme, Entomologie, Entropie, Entropion, Enzyme, Épenthèse ; Endémie, Endocrine, Endocrinologie, Endogène, Endolithe, Endomètre, Endométriose, Endomorphie, Endophyte, Endorphine, Endoscopie, Endosperme, Endothélial, Endothermique, Endotoxine, Ectendomycorhize ; Entolome, Entoptique ; Ellipse, Ellipsoïde, Elliptique ; Embolie, Embryon, Emmétropie, Empathie, Empédocle, Emphase, Emphysème, Empyème, Empyrée, Métempsycose, Parembole |
| énanthio-                                                                  | ἐνάντιος / énantios | Inverse | Énantiomérie, Énantiomorphe, Énantiornithes |
| -encéphal(o)-                                                              | κεφαλή (kephalế) | Tête | voir -céphal(o)- |
| -enchus                                                                    | ἔχις(ékhis) ; ἔχιδνα(ékhidna) ; ἔγχελυς(égkhelus) | Vipère mâle ; vipère ; anguille | voir echid- |
| end-                                                                       | ἐν(en) ; ἔνδον (éndon) ; ἐντός (entós) | dans, dedans, en ; en dedans, à l'intérieur de ; dans, dedans | voir -en- |
| endéca-                                                                    | ἕνδεκα (héndeka) | Onze | Endécasyllabe ; voir aussi hendéca- |
| endo-                                                                      | ἐν(en) ; ἔνδον (éndon) ; ἐντός (entós) | dans, dedans, en ; en dedans, à l'intérieur de ; dans, dedans | voir -en- |
| -engyo-                                                                    | ἐγγύη (aggúê) | Caution, garantie, assurance, fiançailles | Hypengyophobie |
| énigm- ; aenigm-                                                           | αἴνιγμα (aínigma) | Parole obscure, énigme, allusion | Énigme ; Aenigmatite |
| -enképhal-                                                                 | κεφαλή (kephalế) | Tête | voir -céphal(o)- |
| ennéa-                                                                     | ἐννέα (ennéa) | Neuf (chiffre 9) | Ennéacontagone, Ennéacorde, Ennéade, Ennéadécagone, Ennéagone, Ennéagramme, Ennéahectogone, Ennéaicosagone, Ennéasperme, Ennéasyllabe, Ennéatique, Ennéatriacontagone |
| -enter- ; entéro-                                                          | ἔντερα (éntera) | Entrailles | Entéralgie, Entérectomie, Entérite, Archentère, Cœlentéré, Dysenterie, Gastroentérite, Lienterie, Mésentère, Mésentérite, Parentéral ; Entérobacter, Entérocolite, Entéroconiose, Entérocoque, Entérographe, Entérokinase, Entérolithe, Entérologie, Entéromorphe, Entéropathie, Entéroplastie, Enteropneuste, Entéroptose, Entérorragie, Entéroscopie, Entérospasme, Entérostomie, Entérotoxémie, Entérotoxine, Entérovaccin, Entérovirus |
| entéro-                                                                    | ἔντερα (éntera) | Entrailles | voir -enter- |
| ento-                                                                      | ἐν(en) ; ἔνδον (éndon) ; ἐντός (entós) | dans, dedans, en ; en dedans, à l'intérieur de ; dans, dedans | voir -en- |
| -entomo-                                                                   | τέμνω (témnô) → τομή (tomế) ; ἔντομος (éntomos) → ἔντομα (éntoma) ; τμῆσις (tmễsis) ; ἐκτομή (ektomế)                                                                    | Couper → coupure ; découpé, segmenté → insectes ; coupure, section, tmèse ; ablation, amputation | voir -tom- |
| éo-, eo-                                                                   | ἠώς (êốs) | aurore, Aurore (fille d'Hypérion) | Éocambrien, Éocène, Eodromaeus, Éogène, Éohippus, Éolithe, Éolithique, Éosine, Éosinocyte, Éosinopénie, Éosinophile, Eospalax, Eosuchien, Eotriceratops, Eotyrannus |
| éol- ; aeol- ; æol- ; -ail-                                                | Αἴολος (Aíolos) ; αἰόλος (aiólos) | Éole (dieu des vents) ; mobile, agité | Éole, Éolide, Éolien, Éolienne, Éoliens, Éoliser ; Aeoline, Aeolipyle, Aeolis ; Æolian, Æoline, Æolipyle, Æolis ; Ailuropoda, Ailurus, Leptailurus |
| éon-                                                                       | αἰών (aiốn) | Durée de vie, espace de temps, éternité | Éon1, Éon2, Éonothème |
| -éor-                                                                      | αἴρω(aírô) → ἀήρ, -έρος (aếr, -éros) ; ἀορτή (aortế) ; μετέωρος (metéôros)                                                                                               | Soulever, suspendre, lever, élever, grandir, exalter → Air, atmosphère, vapeur ; aorte ; élevé dans les airs | voir aéro- |
| ép-                                                                        | ἐπί (épí) ; ἐπί (épí) | Au-dessus de, à la surface de, sur ; dessus, au-dessus, en outre | voir -épi-1 |
| éph-                                                                       | ἐπί (épí) ; ἐπί (épí) | Au-dessus de, à la surface de, sur ; dessus, au-dessus, en outre | voir -épi-1 |
| -épi-1 ; ép- ; éph-                                                        | ἐπί (épí) ; ἐπί (épí) | Au-dessus de, à la surface de, sur ; dessus, au-dessus, en outre | Épicharme, Épichérème, Épichorion, Épichorique, Épiderme, Épidictique, Épididyme, Épididymite, Épigé, Épigène, Épigone, Épilepsie, Épilogue, Épinéphrine, Épiphanie, Épiphénomène, Épiphléode, Épiphonème, Épiphore, Épiphrase, Épiphyse, Épiscopat, Épiscope1, Épiscope2, Épistémique, Épitaphe, Épithélium, Épître, Épitrochasme, Épitrope, Épizeuxe, Antépiphore ; Épacte, Épanadiplose, Épanalepse, Épanaphore, Épanode, Épanorthose, Épendyme, Épenthèse, Épode, Éponyme, Épopte, Époque ; Éphèbe, Éphédra, Éphédrine, Éphélide, Éphémère, Éphète, Éphippigère, Éphore1, Éphore2, Éphydriade |
| épi2                                                                       | ἔπος (épos) | Parole, discours, avis, conseil. proverbe, oracle | voir épo- |
| épiscop- ; évéch-, évêqu- ; bisco-, bischo-                                | ἐπίσκοπος (épískopos) | Surveillant, intendant, superviseur, évêque | Épiscope1, Épiscope2, Épiscopat, Épiscopal ; Évêché, Évêque ; Biscop, Bischof ; voir à ce sujet les racines -épi-1 et -scop- |
| épisio-                                                                    | ἐπίσιον (épísion) | Pubis | Épisioplastie, Épisiotomie |
| épist-                                                                     | στέλλω(stéllô) → στολή (stolế) ; στόλος (stólos) ; ἐπιστέλλω (epistéllô) → ἐπιστολή (epistolế) ; περιστέλλω (peristéllô) → περισταλτικός (peristaltikós) ; στήλη (stếlê) | Préparer un voyage, habiller, vêtir, placer, poster, poser → équipement, ajustement, habillement, vêtement ; préparation, trajet, voyage, armée, appendice saillant ; envoyer une lettre, mander, commander → lettre, message écrit, ordre ; envelopper, protéger, cacher → qui comprime en se contractant ; colonne, colonne commémorative | voir -stal- |
| épistém-                                                                   | ἐπίσταμαι (épístamai) → ἐπιστήμη (épistếmê) | Être fixé sur, être calé, être versé dans, savoir → science, connaissance | voir -stas- |
| épît-                                                                      | στέλλω(stéllô) → στολή (stolế) ; στόλος (stólos) ; ἐπιστέλλω (epistéllô) → ἐπιστολή (epistolế) ; περιστέλλω (peristéllô) → περισταλτικός (peristaltikós) ; στήλη (stếlê) | Préparer un voyage, habiller, vêtir, placer, poster, poser → équipement, ajustement, habillement, vêtement ; préparation, trajet, voyage, armée, appendice saillant ; envoyer une lettre, mander, commander → lettre, message écrit, ordre ; envelopper, protéger, cacher → qui comprime en se contractant ; colonne, colonne commémorative | voir -stal- |
| épo- ; épi2                                                                | ἔπος (épos) | Parole, discours, avis, conseil. proverbe, oracle | Épopée ; Épique |
| époq-                                                                      | ἐποχή (epokhế) | Arrêt, cessation, période, époque | Époque |
| épong-                                                                     | σπόγγος (spóggos) | Éponge, substance spongieuse, amygdales | voir spong- |
| epsilon-                                                                   | ἐψιλόν (epsilón) | Lettre grecque epsilon (ε, E) | Epsilon1, Epsilon2, Epsilon-amino-caproïque ; voir aussi -psilo- |
| épy-                                                                       | αἰπύς (aipús) | Escarpé, inaccessible, très élevé, profond | voir æpy- |
| -èque                                                                      | οἰκέω (oikéô) → οἶκος (oĩkos) | Habiter, occuper, résider → maison, habitation, chez soi | voir éco- |
| -ér-                                                                       | αἴρω (aírô) → ἀήρ, -έρος (aếr, -éros) ; ἀορτή (aortế) ; μετέωρος (metéôros)                                                                                              | Soulever, suspendre, lever, élever, grandir, exalter → Air, atmosphère, vapeur ; aorte ; élevé dans les airs | voir aéro- |
| -éra-                                                                      | ἐράω (eráô) → ἔρως (érôs) ; Ἔρως (Érôs) | Aimer → amour ; Éros (dieu de l'Amour) | voir éro- |
| érato-                                                                     | ἐρατός (eratós) | Aimable, charmant | Ératosthène |
| -érèse ; hérés-, hérét-                                                    | αἵρεσις (aíresis) | Prise, choix, école philosophique, secte religieuse | Aphérèse, Diérèse, Exérèse, Hyphérèse, Synérèse ; Hérésiarque, Hérésie, Hérésiographe, Hérésiologie, Héréticité, Hérétique |
| érési-                                                                     | ἐρεύθω(ereúthô) → ἐρυσίπελας (erusípelas) ; ἐρυθρός (éruthrós) | Faire rougir, rougir → inflammation de la peau ; rouge | voir éryth(r)- |
| éréth- ; éris, érist- ; horm- ; -omone                                     | ἐρέθω(eréthô) → ἐρεθισμός (erethismós) | Provoquer, exciter, irriter → irritation, provocation | Éréthisme ; Éris, Éristique ; Hormone, Phytohormone ; Phéromone |
| éreutho-                                                                   | ἐρεύθω(ereúthô) → ἐρυσίπελας (érusípelas) ; ἐρυθρός (éruthrós) | Faire rougir, rougir → inflammation de la peau ; rouge | voir éryth(r)- |
| -erg(o)-, -ergie, -ergu- ; -urg(i)e ; argo-2, -argie                       | ἔργον (érgon) | Travail, force | Erg, Ergastoplasme, Ergastule, Ergodicité, Ergonomie, Ergothérapie, Allergie, Énergie, Énergumène, Exergue, Synergie ; Chirurgie, Démiurge, Liturgie, Métallurgie, Panurge, Sidérurgie ; Argon, Léthargie |
| -ergie                                                                     | ἔργον (érgon) | Travail, force | voir -erg(o)- |
| -ergu-                                                                     | ἔργον (érgon) | Travail, force | voir -erg(o)- |
| éri-1                                                                      | ἐρι (-éri-) | Préfixe augmentatif ou d'intensité, très, fort | Érianthe, Erianthus |
| éri-2                                                                      | ἦρι (ễri) | Tôt, de bonne heure | Érigéron |
| érign-                                                                     | ἀράχνη(arákhnê) | Araignée | voir arachn- |
| éris                                                                       | ἐρέθω(eréthô) → ἐρεθισμός (erethismós) | Provoquer, exciter, irriter → irritation, provocation | voir éréth- |
| érist-                                                                     | ἐρέθω(eréthô) → ἐρεθισμός (erethismós) | Provoquer, exciter, irriter → irritation, provocation | voir éréth- |
| éro-, érot(o)- ; -éra-                                                     | ἐράω (eráô) → ἔρως (érôs) ; Ἔρως (Érôs) | Aimer → amour ; Éros (dieu de l'Amour) | Érogène, Éromène, Éros, Érotisme, Érotomanie ; Éraste, Pédéraste |
| érod-, erod-                                                               | ἐρῳδιός(erôidiós) | Héron | Erodium, érodium |
| érot(o)-                                                                   | ἐράω (eráô) → ἔρως (érôs) ; Ἔρως (Érôs) | Aimer → amour ; Éros (dieu de l'Amour) | voir éro- |
| -erp-                                                                      | ἕρπω(hérpô) ; ἕρπης (hérpês) ; ἑρπετόν (herpetón) | Se traîner, ramper ; dartre ; rampant, reptile, serpent | voir herpét- |
| ery-                                                                       | ἐρύω (erúô) | étirer, recouvrir, couvrir, protéger | Eryops |
| érysi-                                                                     | ἐρεύθω(ereúthô) → ἐρυσίπελας (érusípelas) ; ἐρυθρός (éruthrós) | Faire rougir, rougir → inflammation de la peau ; rouge | voir éryth(r)- |
| éryth(r)- ; érési-, érysi- ; éreutho- ; -ithro- ; thréo-                   | ἐρεύθω(ereúthô) → ἐρυσίπελας (érusípelas) ; ἐρυθρός (éruthrós) | Faire rougir, rougir → inflammation de la peau ; rouge | Érythème, Érythrasma, Érythrée, Érythrémie, Érythrite, Érythroblaste, Érythrocèbe, Érythrocyte, Érythrodermie, Érythromanie, Érythromélalgie, Érythromélanine, Érythromycine, Erythrophleum, Érythropoïèse, Érythropoïétine, Érythropsie, Érythrose, Érythrosine, Érythroxylon ; Érésipèle, Érysipèle ; Éreuthophobie ; Azithromycine ; Thréonine, Thréose |
| escarb-                                                                    | κάραβος (kárabos) | Escarbot, crabe, scarabée, homard, langouste | voir carab- |
| escarr-                                                                    | ἐσχάρα (eskhára) | Foyer, inflammation, croûte formée sur une plaie | voir scar-2 |
| eschato-                                                                   | ἔσχατος (éskhatos) | Dernier | Eschatocole, Eschatologie, Eschatologue |
| Esculap-                                                                   | ἀσκληπιός (asclêpiós) ; Ἀσκληπιάς (Asclêpías) | Asclépios, Esculape ; Plante d'Asclépios, dompte-venin | Voir asclépi- |
| Esmerald-                                                                  | σμάραγδος (smáragdos) | Émeraude | voir smaragd- |
| -ester-                                                                    | αἴθω (aíthô) → αἰθήρ (aithếr) ; αἰθίοψ (aithíops) | Allumer, enflammer, être en feu, brûler → région supérieure de l’air, ciel ; au visage brûlé, éthiopien | voir -éther- |
| -esthési- ; esthéti-                                                       | αἴσθησις (aísthêsis) | Sensation | Esthésiologie, Esthésiomètre, Anesthésie, Baresthésie, Cœnesthésie, Cryanesthésie, Cryptesthésie, Dysesthésie, Hémianesthésie, Hyperesthésie, Hypoesthésie, Kinesthésie, Osmesthésie, Pallesthésie, Paresthésie, Radiesthésie, Synesthésie, Télesthésie, Thermesthésie ; Esthéticien, Esthétique, Esthétisme |
| esthéti-                                                                   | αἴσθησις (aísthêsis) | Sensation | voir -esthési- |
| estr(o)-                                                                   | οἶστρος (oĩstros) | Taon, piqure, transport de douleur ou de fureur, délire, passion folle | voir œstr(o)- |
| êta                                                                        | ἦτα (ễta) | Lettre grecque êta (η, H) | Êta1, Êta2 |
| été-, -ète                                                                 | ἔτος (étos) | Année | Étésien, Isoète |
| étè-                                                                       | αἰτέω (aitéô) | Demander | Théétète |
| -étha-                                                                     | αἴθω (aíthô) → αἰθήρ (aithếr) ; αἰθίοψ (aithíops) | Allumer, enflammer, être en feu, brûler → région supérieure de l’air, ciel ; au visage brûlé, éthiopien | voir -éther- |
| -éther- ; -étha-, -éthy- ; -ester- ; æt-, aet-1 ; éthi-1                   | αἴθω (aíthô) → αἰθήρ (aithếr) ; αἰθίοψ (aithíops) | Allumer, enflammer, être en feu, brûler → région supérieure de l’air, ciel ; au visage brûlé, éthiopien | Éther, Éthéromanie ; Éthanal, Éthane, Éthanoate, Éthanoïque, Éthanol, Éthyle, Éthylique, Éthylomètre, Polyéthylène, Polyuréthane, Tétraéthylplomb, Uréthane ; Ester, Estérase, Estérification, Diester, Polyester ; Æthuse ; Éthiopie, Éthiopien |
| éthi-1                                                                     | αἴθω (aíthô) → αἰθήρ (aithếr) ; αἰθίοψ (aithíops) | Allumer, enflammer, être en feu, brûler → région supérieure de l’air, ciel ; au visage brûlé, éthiopien | voir -éther- |
| éthi-2                                                                     | ἦθος (ễthos) | Manière d'être, mœurs, coutume | voir -étho- |
| ethm-                                                                      | ἠθμός (ễthmós) | Passoire, crible | Ethmoïde, Aérethmie, Fronto-ethmoïdal |
| -ethn(o)-                                                                  | ἔθνος (éthnos) | Peuple | Ethnarque, Ethnie, Ethnobiologie, Ethnobotanique, Ethnocentrisme, Ethnocide, Ethnogenèse, Ethnographie, Ethnologie, Ethnomusicologie, Ethnonyme, Ethnopsychiatrie, Ethnoscience, Ethnozoologie, Multiethnique, Paléoethnologie |
| -étho- , éthi-2                                                            | ἦθος (ễthos) | Manière d'être, mœurs, coutume | Éthique, Éthocrate, Éthogramme, Éthographie, Éthologie, Éthopée, Écoéthologie |
| -éthy-                                                                     | αἴθω (aíthô) → αἰθήρ (aithếr) ; αἰθίοψ (aithíops) | Allumer, enflammer, être en feu, brûler → région supérieure de l’air, ciel ; au visage brûlé, éthiopien | voir -éther- |
| éti-                                                                       | ἔχω (ékhô) → ἑκτός (hektós) ; ἑκτικός (hektikós) | Porter, détenir, tenir, posséder → qu'on peut avoir ; habituel, qui dure, continu, hectique | voir -hecti- |
| étienn-                                                                    | στέφω (stéphô) → στέφανος (stéphanos) | Répandre autour, couronner → couronne | voir stéphan- |
| étio-                                                                      | αἰτία (aitía) | Cause | Étiologie, Étiopathie |
| étrangl-                                                                   | στράγξ(strágx) ; στραγγάλη(straggálê) | Goutte (obtenue par pression) ; lacet, cordon, strangulation | voir strangul- |
| étymo-                                                                     | ἔτυμος (étumos) | Vrai, réel, véritable | Étymologie, Étymon |
| eu- ; év-, ev-                                                             | εὖ(préfixe et adverbe)(eũ) | (idée de) bien, beau | Eubée, Eucalyptus, Eucaryote, Eucharistie, Euclide, Eucrite, Euctémon, Eudème, Eudemis, Eudore, Eudoxe, Eugène, Eugénisme, Eulalie, Eumélos, Euménides, Eumolpides, Eumolpos, Eunée, Eunomie, Eunostos, Euonymus, Euphémisme, Euphémos, Euphorbe, Euphorie, Euphorion, Euphraise, Euphrasie, Euphrosyne, Eupolis, Eupompè, Euripe, Euripide, Eurytos1, Eurytos2, Eusèbe, Eusébie, Eustache, Eustathe, Eusthenia, Euterpe, Euthanasie, Euthérien, Eutocius, Eutopie, Eutrophisation, Euxène, Euxin, Aneuploïdie ; Évagoras, Évangile, Évariste, Évergète, Evgueni, Evguénia, Évhémérisme, Évohé |
| eudio-                                                                     | εὔδιος (eúdios) | Calme, tranquille, serein | Eudiomètre |
| euphr-                                                                     | φρονέω (phronéô) → φρήν(phrến) ; εὔφρων (eúphrôn) | Être sensé (avisé, prudent), penser, avoir dans l'esprit → esprit, pensée, conscience, membrane, viscères, enveloppe du cœur, diaphragme (?) ; gai, joyeux, réjouissant, bienveillant, propice | voir -phrén-1 |
| eur-1                                                                      | εὑρίσκω (heurískô) | Trouver | voir heuris- |
| eur-2                                                                      | εὐρύς (eurús) | Large | voir eury- |
| eury- ; eur-2                                                              | εὐρύς (eurús) | Large | Euryale, Euryapside, Eurybathe, Eurybiade, Eurybiote, Eurycanthe, Eurycéphale, Eurychorique, Eurycratès, Eurycratidès, Eurydice, Euryèce, Eurygame, Eurygnathe, Euryhalin, Euryionique, Eurylaime, Eurymaque, Eurymédon, Eurynomé, Eurynomos, Euryops, Euryphage, Euryphotique, Eurypontides, Euryptéride, Eurypyle, Eurysacès, Eurysthénès, Eurytherme, Eurytos, Eurythyrea ; Europe, Europé |
| euthy-                                                                     | εὐθύς (euthús) | Droit, direct, franc | Euthydème |
| év-, ev-                                                                   | εὖ(préfixe et adverbe)(eũ) | (idée de) bien, beau | voir eu- |
| évéch-                                                                     | ἐπίσκοπος (épískopos) | Surveillant, intendant, superviseur, évêque | voir épiscop- |
| évêqu-                                                                     | ἐπίσκοπος (épískopos) | Surveillant, intendant, superviseur, évêque | voir épiscop- |
| ex-                                                                        | ἐκ,(ek) | Venant de, sortant de, depuis, hors de, en dehors (de) (préposition et adverbe) | voir -ec-1 |
| -exa-                                                                      | ἕξ(héx) | Six | voir -hexa- |
| exo-                                                                       | ἔξω(éxô) (préposition et adverbe) | En dehors, dehors, hors de | Exobase, Exobiologie, Exocet, Exocol, Exocrâne, Exocrine, Exocytose, Exoderme, Exogamie, Exogène, Exognathe, Exogyne, Exomorphisme, Exonymie, Exophorie, Exoplanète, Exoplasme, Exopodite, Exoréique, Exosphère, Exotherme, Exotisme, Exotoxine |
| exta-, extas-, extat- ; ecstas-                                            | ἔκστασις (ékstasis) | Déplacement, déviation, égarement de l'esprit | Extase, Extatique ; Ecstasy |
| extas-                                                                     | ἔκστασις (ékstasis) | Déplacement, déviation, égarement de l'esprit | voir exta- |
| extat-                                                                     | ἔκστασις (ékstasis) | Déplacement, déviation, égarement de l'esprit | voir exta- |